# ブリヂストン・ロードレーサー (オートバイ)
- 本項目は『日本モーターサイクル史』を参考文献とする。
- 本項目では自転車のロードレーサーは取り扱わない。

ブリヂストン・ロードレーサーでは、ブリヂストンサイクル工業製ロードレーサーについて説明する。ロードレーサーとは、ロードレースに使用する競技用バイクのことである。

## 90スポーツ
90スポーツは、ロードスター（roadster）90スポーツとして1965年に発売される。ロードレース用キットパーツも発売され、キットパーツを装備した90スポーツがロードレーサーとして活躍した。
ロードスター 90スポーツの主な仕様
- エンジン
  - 空冷2ストロークロータリーディスクバルブ単気筒
  - シリンダー内面処理 - ポーラスメッキ
  - 排気量 - 88cc
  - ボア・ストローク - 50 x 45mm
  - 圧縮比 - 6.55
  - 出力 - 8.8ps/8,000rpm
  - トルク - 0.85kgm/6,000rpm
- ギアボックス - 4段
- 車体
  - 全長 - 1,830mm、全幅 - 600mm、全高 - 870mm
  - ホイールベース - 1,160mm
  - 車重 - 79kg
- タイヤサイズ - 前輪 2.50-17、後輪 2.50-17
- 始動方式 - キック
- 最高速度 - 105km/h